# Itch.io
Itch.io è un sito web che consente agli utenti di ospitare, vendere e scaricare giochi indie. Creato nel marzo 2013 da Leaf Corcoran, il servizio rende disponibili quasi 100 000 giochi e articoli a partire da febbraio 2018.
Itch.io consente inoltre agli utenti di ospitare dei game jam, ovvero eventi in cui i partecipanti hanno un tempo limitato (di solito 1-3 giorni) per creare un gioco. Game Off e il Game Jam di Game Maker's Toolkit sono stati effettuati su Itch.io.

## Storia
Il 3 marzo 2013, Leaf Corcoran pubblicò un post sul blog sul sito leafo.net che descriveva in dettaglio l'argomento del sito web, con un modello paga quello che vuoi. In un'intervista con Rock, Paper, Shotgun, Corcoran affermò che l'idea originale non era un negozio, quanto piuttosto un luogo in cui "creare una home page di gioco personalizzata". Il suo nome deriva da un dominio di riserva che Corcoran aveva acquistato un paio di anni prima.
A giugno 2015, il servizio ha ospitato oltre 15 000 giochi e programmi.
Nel dicembre 2015, il servizio annunciò la pubblicazione di un'applicazione desktop per l'installazione di giochi e altri contenuti, oltre a mantenere aggiornati automaticamente i giochi e i contenuti esistenti. Venne inoltre distribuito con supporto simultaneo per Windows, macOS e Linux.
A sostegno delle proteste razziali negli Stati Uniti d'America del 2020, Itch.io organizzò il Bundle for Racial Justice and Equality nel giugno 2020. Inizialmente è stato lanciato con oltre 700 giochi, ma è aumentato a oltre 1500 quando altri sviluppatori hanno offerto di contribuire. In 11 giorni, il pacchetto ha raccolto 8,1 milioni di dollari per il NAACP Legal Defense and Educational Fund e il Fondo comunitario per la cauzione.

## Funzionamento
Per impostazione predefinita, il sito richiede una quota del 10% su ogni vendita, ma questo valore può variare in base alle scelte dello sviluppatore. È inoltre possibile impostare il prezzo minimo per il gioco (anche nullo), dando la possibilità al cliente di pagare oltre tale importo come mancia.